# アルフレッド・バーンバウム

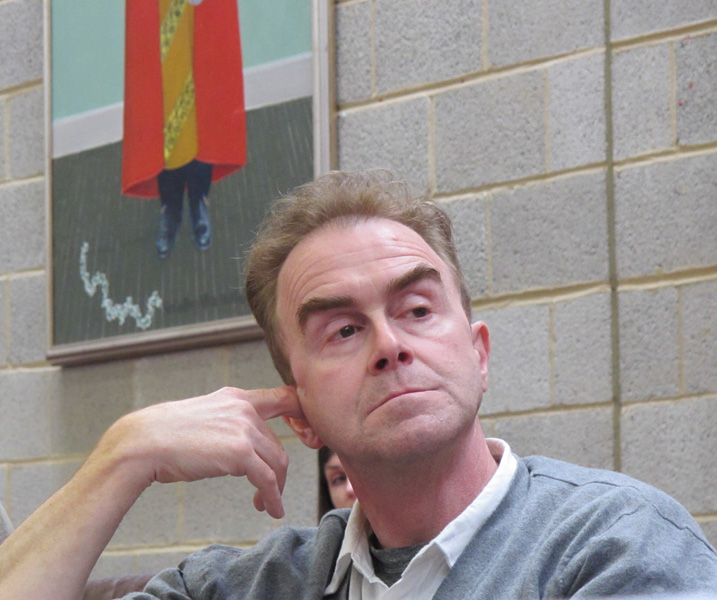
アルフレッド・バーンバウム (2011)

アルフレッド・バーンバウム（Alfred Birnbaum、1955年 - ）は、アメリカ合衆国の日本文学翻訳家、メディアアーティスト。特に村上春樹の英訳で知られる。また、アジアの芸術や大衆文化についての翻訳・執筆なども行っている。

## 経歴
1955年にワシントンD.C.で生まれる。ユダヤ系アメリカ人である。1960年に初来日し、小学校・高校は東京で過ごした。1977年から1978年の間、文部省奨学金で早稲田大学に留学する。以来、日本を拠点に、メディアアート活動を行うと共に、1980年代からは村上春樹や宮部みゆき、池澤夏樹などの日本文学の英訳を行っている。一時期早稲田大学で教鞭を執っていたこともあり、その他には納豆製造法の研究や、『Monkey Brain Sushi: New Tastes in Japanese Fiction』（1991年）の監修編集でも知られる。

## 翻訳の作風
日本語の構造にとらわれず、英語の感性を生かした翻訳を好むとされる。村上春樹は次のように語っている。
「バーンバウムは一種のボヘミアンなんです。特に定職もなく、大学に属しているわけでもなくて、タイに行ったりミャンマーに行ったりフラフラして暮らしている。彼はある場合には自分の好きなように訳すんです。正確かどうかよりは、出来上がりのかたちを重視する。だからわりに自由自在にやって、部分的に削ったりもする、勝手に（笑）」
したがって、原著者よりもバーンバウム色が前面に出てしまっているという見解も見られるが、味のある作風に対してのファンも多数存在する。
| タイトル                                        | 詳細情報                               | 日本語タイトル                                 | 備考                                                   |
| ----------------------------------------------- | -------------------------------------- | ---------------------------------------------- | ------------------------------------------------------ |
| Hear the Wind Sing                              | 講談社英語文庫（1987年2月）            | 『風の歌を聴け』                               | 現在は絶版。テッド・グーセン翻訳のものが2015年に出版。 |
| Pinball, 1973                                   | 講談社英語文庫（1985年9月）            | 『1973年のピンボール』                         | 現在は絶版。テッド・グーセン翻訳のものが2015年に出版。 |
| A Wild Sheep Chase                              | 講談社インターナショナル（1989年10月） | 『羊をめぐる冒険』                             |                                                        |
| Hard-Boiled Wonderland and the End of the World | 講談社インターナショナル（1991年9月）  | 『世界の終りとハードボイルド・ワンダーランド』 |                                                        |
| Norwegian Wood                                  | 講談社英語文庫（1989年）               | 『ノルウェイの森』                             | 現在は絶版。ジェイ・ルービン翻訳のものが2000年に出版。 |
| Dance Dance Dance                               | 講談社インターナショナル（1994年1月）  | 『ダンス・ダンス・ダンス』                     |                                                        |

### 短編小説・ほか
| タイトル | 詳細情報                                  | 日本語タイトル                                                                                 | 備考                                  |
| --- | ----------------------------------------- | ---------------------------------------------------------------------------------------------- | ------------------------------------- |
| The Wind-up Bird and Tuesday's Women                                                                               | 『ザ・ニューヨーカー』1990年11月26日号    | 「ねじまき鳥と火曜日の女たち」                                                                 | 短編集『The Elephant Vanishes』に収録 |
| The Kangaroo Communiqué                                                                                            | 訳し下ろし                                | 「カンガルー通信」                                                                             | 同上                                  |
| The Fall of the Roman Empire, The 1881 Indian Uprising, Hitler's Invasion of Poland, And The Realm of Raging Winds | 『The Magazine』1988年3月号               | 「ローマ帝国の崩壊・一八八一年のインディアン蜂起・ヒットラーのポーランド侵入・そして強風世界」 | 同上                                  |
| Lederhosen | 『Granta』1992年2月号                     | 「レーダーホーゼン」                                                                           | 同上                                  |
| Barn Burning | 『The Elephant Vanishes』（クノップフ社） | 「納屋を焼く」                                                                                 | 同上                                  |
| TV People | 『ザ・ニューヨーカー』1990年9月10日号     | 「TVピープル」                                                                                 | 同上                                  |
| A Slow Boat to China                                                                                               | 『The Threepenny Review』1993年3月1日号   | 「中国行きのスロウ・ボート」                                                                   | 同上                                  |
| The Last Lawn of the Afternoon                                                                                     | 訳し下ろし                                | 「午後の最後の芝生」                                                                           | 同上                                  |
| The Silence | 訳し下ろし                                | 「沈黙」                                                                                       | 同上                                  |
| The Folklore of Our Times                                                                                          | 『ザ・ニューヨーカー』2003年6月9日号      | 「我らの時代のフォークロア―高度資本主義前史」                                                  |                                       |
| Underground: The Tokyo Gas Attack and the Japanese Psyche                                                          | Vintage（2000年6月）                      | 『アンダーグラウンド』 『約束された場所で―underground 2』                                      | フィリップ・ガブリエルと共訳          |

## 翻訳作品（その他）
- All She Was Worth / 1996. （宮部みゆき『火車』双葉社、1992年）
- A Burden of Flowers / Kodansha International , 2000. （池澤夏樹『花を運ぶ妹』文藝春秋、2000年）
- The Navidad Incident : the Downfall of Matías Guili / VIZ Media LLC , 2012（池澤夏樹『マシアス・ギリの失脚』新潮社、1993年）
- Chinese Painting. A history of the art of China / Weatherhill , 1983.（宮川寅雄責任編集『中国絵画』）
- Yoshitoshi, the Splendid Decadent/ Kodansha International , 1985. （瀬木慎一『芳年』）
- Traditional Japanese Furniture / Kodansha International , 1986. （小泉和子『日本の伝統家具』）
- Chanoyu : the Urasenke Tradition of Tea / Weatherhill , 1988. （千宗室編『茶の湯』）
- Monkey Brain Sushi : New Tastes in Japanese Fiction / Kodansha International , 1991.
- 伊藤ガビン『Techno Sculpture : ゲームセンター美術館』編訳 アスペクト 2001 ストリートデザインファイル
- アントニオ・カッシーリ『イタリア式エログロマンガ館』都築響一共訳　アスペクト 2001 ストリートデザインファイル
- 都築響一写真・文『賃貸宇宙』筑摩書房 2001
- 都築響一写真・文『ラブホテル・消えゆく愛の空間学』アスペクト 2001 ストリートデザインファイル
- 大竹伸朗,都築響一『ローカル』アスペクト 2001
- 畠中実、柴俊一編『サウンディング・スペース 9つの音響空間』柿沼敏江共訳　NTT出版 2003
- 都築響一写真・文『珍世界紀行 ヨーロッパ編』筑摩書房 2004
- 畠中実ほか編『ネクスト メディア・アートの新世代』NTT出版 2004
- 『ローリー・アンダーソン時間の記録 : sound in the work of Laurie Anderson』畠中実,指吸保子,吉住唯,柴俊一 編 木幡和枝,ドミニク・チェン共訳　NTT出版 2005